# وسط مدينة لويزفيل
وسط مدينة لويزفيل (بالإنجليزية: Downtown Louisville)‏ هو أكبر منطقة تجارية مركزية في كومنولث كنتاكي والمركز الحضري للويفيل، منطقة كنتاكي الحضرية. حدودها هي نهر أوهايو من الشمال، وشارع هانكوك من الشرق، وشارع يورك وجاكوب من الجنوب، والشارع التاسع من الغرب. اعتبارًا من عام 2015، كان عدد سكان وسط مدينة لويزفيل 4،700، على الرغم من أن هذا لا يشمل المناطق المحيطة مباشرة مثل Old Louisville وButchertown وNuLu وPhoenix Hill.

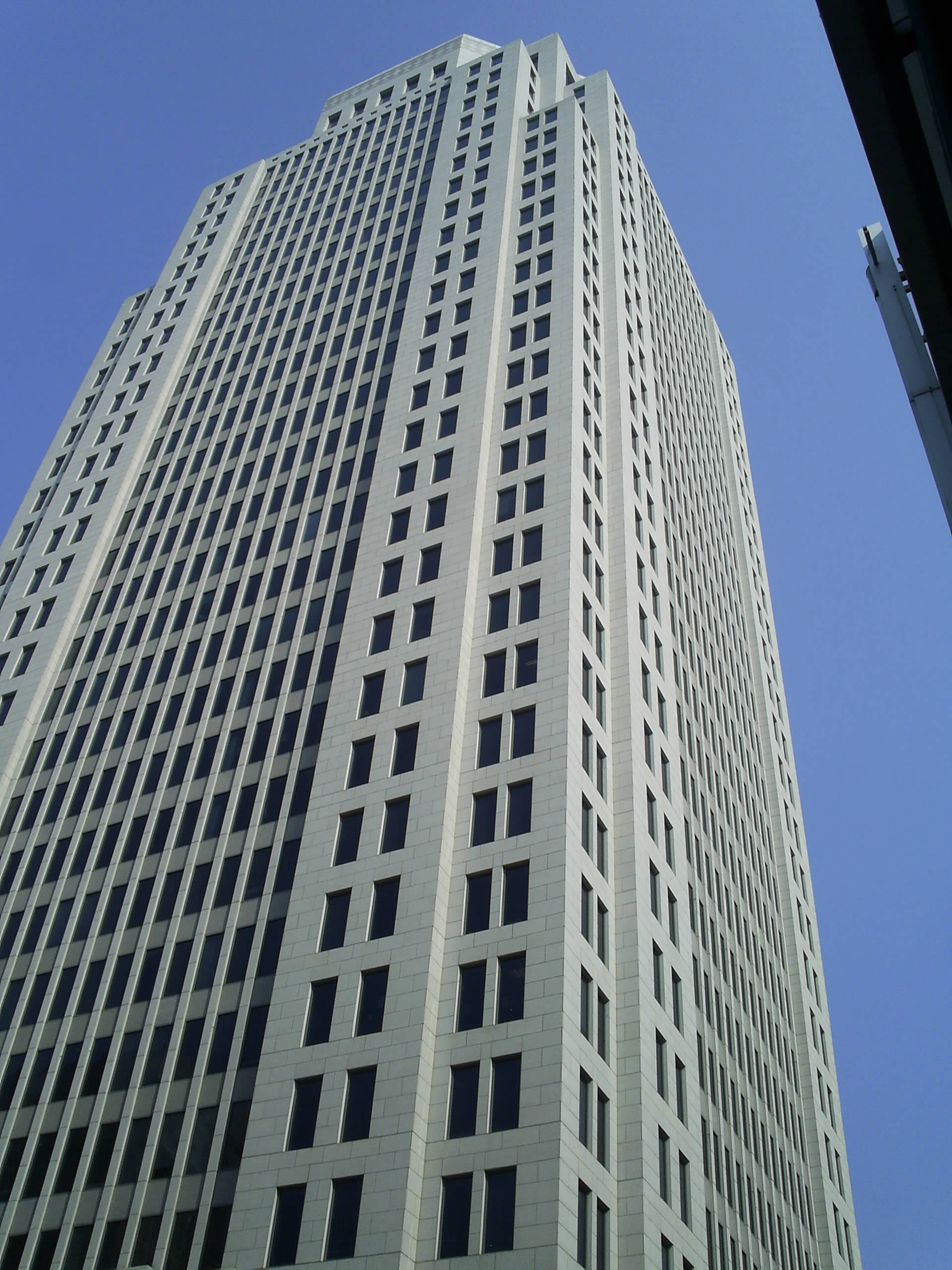
ويست ماركت 400

تتكون المناطق الخمسة الرئيسية لمنطقة الأعمال المركزية من:
- المنطقة الغربية الرئيسية (غرب الشارع الثاني، شمال شارع السوق، شرق شارع 9، وجنوب نهر أوهايو)
- المنطقة الشرقية الرئيسية (شرق الشارع الثاني، شمال شارع السوق، غرب شارع هانكوك، وجنوب نهر أوهايو؛ تحتوي على منطقة ويسكي روالتاريخية)
- المركز الطبي (شرق شارع الثاني، جنوب شارع السوق، غرب شارع هانكوك، وشمال شارع يعقوب)
- الحي الرابع (جنوب شارع السوق، غرب الشارع الثاني، شمال شارع يورك، وشرق شارع الخامس)
- سيفيك سنتر (جنوب شارع السوق، غرب شارع الخامس، شمال شارع يورك، وشرق شارع 9)

تقع أطول المباني في ولاية كنتاكي في وسط مدينة لويزفيل وتشمل ويست ماركت 400 من تصميم John Burgee، وبرج المدينة الوطنية الذي صممه واليس هاريسون وماكس أبراموفيتز، وPNC Plaza الذي صممه Welton Becket، ومبنى Humana الذي صممه مايكل غرافيس. من بين 16 مبنى في كنتاكي أكثر من 300 قدم (91 م)، 12 في وسط مدينة لويزفيل. بالإضافة إلى ذلك، فيها مركز الحكومة المحلية والإقليمية.